# Paul Czinner
Paul Czinner (Budapeste, Áustria-Hungria, 30 de maio de 1890 – Londres, Inglaterra, 22 de junho de 1972) foi um escritor, produtor e diretor de cinema austríaco.

## Filmografia parcial
- Inferno (1919)
- Nju (1924)
- Jealousy (1925)
- The Fiddler of Florence (1926)
- Doña Juana (1927)
- Fräulein Else (1929)
- The Way of Lost Souls (1929)
- Ariane (1931)
- Dreaming Lips (1932)
- Ariane, Russian maid; Mélo (1932)
- Catherine the Great (1934)
- Escape Me Never (1935)
- As You Like It (1936)[2]
- Dreaming Lips (1937)
- Stolen Life (1939)
- Dreaming Lips (1953)
- Don Giovanni (1954)
- The Bolshoi Ballet (1958)
- The Royal Ballet (1959)
- Der Rosenkavalier (1962)
- Romeo and Juliet (1966)